# Нападение на университетский колледж Гариссы
Нападение на Университетский колледж Гариссы — 2 апреля 2015 в городе Гарисса, на востоке Кении — террористический акт, в результате которого 148 человек погибли и 79 были ранены. Ответственность за нападение взяла на себя сомалийская группировка Харакат аш-Шабаб.

## Ход событий
Группа боевиков с закрытыми масками лицами напала на кампус университета в Гариссе утром, открыли беспорядочную стрельбу, после чего захватила студентов, которые не успели покинуть кампус, в заложники. В заложниках боевиков оказалось 533 студента, 60 преподавателей и сотрудников университета. По словам очевидцев, боевики выбирали в качестве жертв христиан.
На 18:30 2 апреля удалось освободить 500 студентов и окружить боевиков в одном из университетских корпусов.
3 апреля операция против боевиков была завершена, полиции удалось застрелить четырёх боевиков. Операция длилась несколько часов.
Около 80 процентов учащихся университета не являются местными жителями. Значительную часть населения Гариссы составляют выходцы из Сомали.
6 апреля самолеты кенийских ВВС провели бомбардировку двух баз группировки «Харакат аш-Шабаб» на территории Сомали.